# 风暴播放器
風暴播放器（Storm Player），是VeryCD公司发布的一个在Media Player Classic的基础上增加了第三方解码器的播放器安装包。

## 起源
因对暴风影音（Storm Codec）的商业化，以及程序中强行捆绑的流氓软件的不满，而由Gabest创立的一个MPC播放器安装包。刻意的起名为“Storm Player”。但与暴风影音相比，在解码器上略显不足。

## 历史版本
- Storm Player 1.0.1  - 2006年6月15日
- Storm Player 1.0.2  - 2006年6月17日
- Storm Player 1.0.3  - 2006年6月22日
- Storm Player 1.0.4  - 2006年7月4日
- Storm Player 1.0.5  - 2007年7月28日
- Storm Player 1.0.6  - 2007年9月29日
- Storm Player 1.0.7b - 2007年11月28日